# Marta Melro
Marta Melro (8 de Maio de 1985) é uma actriz e dobradora portuguesa.
- Workshop de televisão e improviso com Paula Wenke
- Atelier para jovens actores com Luísa Ortigoso, Cristina Cavalinhos e João Loy

## Trabalhos

### Televisão
| Ano         | Projeto                         | Papel                   | Notas                 | Canal |
| ----------- | ------------------------------- | ----------------------- | --------------------- | ----- |
| 2004 - 2005 | Morangos com Açúcar (2.ª série) | Alexandra Gaspar «Xana» | Elenco Principal      | TVI   |
| 2005 - 2006 | Dei-te Quase Tudo               | Cila Capelo             | Elenco Principal      | TVI   |
| 2006 - 2007 | Tu e Eu                         | Maria do Céu Pinto      | Protagonista          | TVI   |
| 2008        | Casos da Vida                   | Lucinda                 | Elenco Principal      | TVI   |
| 2008 - 2009 | Feitiço de Amor                 | Raquel Duarte           | Elenco Principal      | TVI   |
| 2009        | Ele é Ela                       | Cláudia                 | Elenco Principal      | TVI   |
| 2010 - 2011 | Mar de Paixão                   | Francisca Martins       | Elenco Principal      | TVI   |
| 2011 - 2012 | Remédio Santo                   | Amélia Cardoso          | Elenco Principal      | TVI   |
| 2011        | Tempo Final                     | Violeta                 | Co- Protagonista      | RTP1  |
| 2013        | Dancin`Days                     | Lara                    | Elenco Adicional      | SIC   |
| 2013        | Big Brother VIP                 | Ela Própria             | Concorrente           | TVI   |
| 2013 - 2014 | Belmonte                        | Sara Nascimento         | Participação Especial | TVI   |
| 2015 - 2017 | A Única Mulher                  | Rafaela Mestre          | Elenco Principal      | TVI   |
| 2017 - 2018 | A Herdeira                      | Salete                  | Elenco Principal      | TVI   |
| 2018        | Idiotas, Ponto.                 | Sara                    | Elenco Adicional      | RTP1  |
| 2018        | Idiotas, Ponto.                 | Sofia                   | Elenco Adicional      | RTP1  |
| 2021 - 2022 | Festa é Festa                   | Isabel Ramos            | Elenco Principal      | TVI   |
| 2025        | Star Park                       | Ela Própria             | Concorrente           | TVI   |
| 2025        | Vizinhos Para Sempre            | Elsa                    | Elenco Adicional      | TVI   |
| 2025        | A Fazenda (2.ª Temporada)       | Sofia                   | Elenco Principal      | TVI   |

### Cinema
- Curta-metragem Estranhos na noite, realização de Dinis Costa (2008)

### Teatro
- Raparigas, texto Neil LaBute, encenação de Almeno Gonçalves (2009)

+ 4:48 — psicose, adaptação do texto de Sarah Kane, encenação de Luísa Ortigoso